# Бронники (Шепетовский район)
Бронники (укр. Бронники) — село в Шепетовском районе Хмельницкой области Украины.
Население по переписи 2001 года составляло 150 человек. Почтовый индекс — 30413. Телефонный код — 3840. Занимает площадь 48 км². Код КОАТУУ — 6825480203.

## Местный совет
Городнявский сельский совет: 30413, Хмельницкая обл., Шепетовский р-н, с. Городнявка